# هيرب هاو
هيرب هاو (بالإنجليزية: Herb Howe)‏ هو عالم نفس أمريكي، ولد في 15 أكتوبر 1942، وتوفي في 4 نوفمبر 2012.